# کامران زمانی نعمت‌سرا
کامران زمانی نعمت‌سرا (زادۀ ۱۳۴۲ - در گذشتهٔ ۱۳۹۴) نویسنده، شاعر، ادیب، پژوهشگر ادبی و شارح متون کلاسیک ادبی است. وی از شاگردان دکتر بهروز ثروتیان بود.

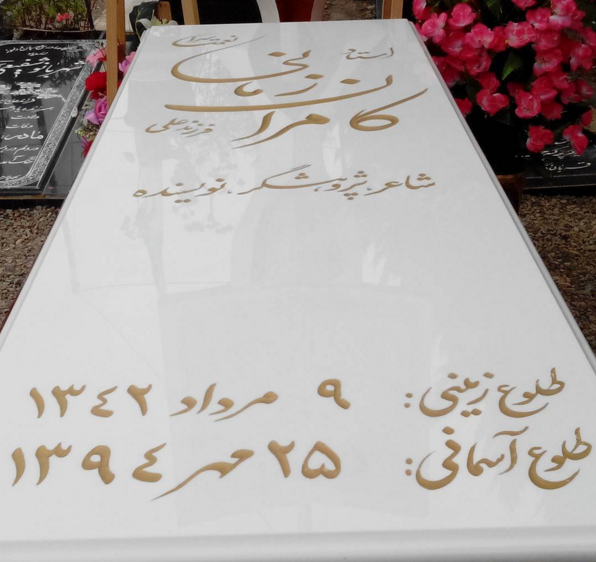
تصویر شماره دو: مزار کامران زمانی نعمت سرا

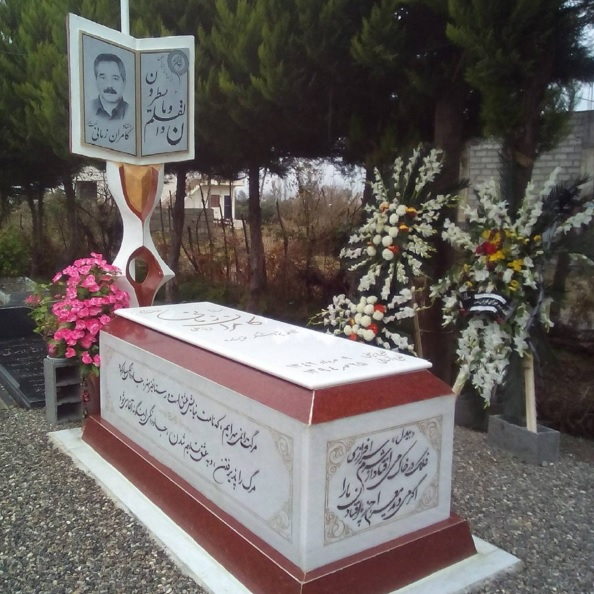
تصویر شماره سه: مزار کامران زمانی نعمت سرا

## زندگی‌نامه
کامران زمانی در ۹ مرداد ۱۳۴۲ در روستای نعمت‌سرا از توابع شهرستان رودسر استان گیلان متولد شد؛ دوران دبستان را در همان روستای نعمت‌سرا، دوران راهنمایی را در گلدشت و تحصیلات دبیرستان خود را در رحیم‌آباد به پایان رسانید.

از کودکی به شعر و ادبیات علاقه مند بود و همین باعث شد تا برای کسب علم بیشتر به کرج نقل مکان کند و در دانشگاه آزاد اسلامی واحد کرج مشغول به تحصیل شود و مدرک لیسانس و فوق لیسانس خویش را با نمرۀ ممتاز دریافت نماید.

علاقه به ادبیات و پژوهش باعث شد تا او مقالات و کتاب‌های بسیاری را تألیف کرده و به چاپ برساند. وی در سال ۱۳۶۸ به استخدام وزارت آموزش و پرورش در آمد و به عنوان دبیر درس زبان و ادبیات فارسی در دبیرستان شهدای راه‌آهن در نزدیکی محل زندگی خود مشغول به فعالیت شد، پس از دریافت مدرک فوق لیسانس در دانشگاه غیر انتفاعی بصیر آبیک نیز مشغول به فعالیت شد.

وی دو پسر به نام‌های پویان و سامان دارد.

در سال ۱۳۹۳ کتاب آینه دار حیرت (شرح غزلیات بیدل دهلوی (برای اولین بار در جهان)) به چاپ رساند و مراسم رونمایی از کتابش در بیست و هفتمین دوره نمایشگاه کتاب تهران با حضور پروفسور "افتخار حسین عارف" و "دکتر شاه منصور خواجه اف" و "دکتر عباس ماهیار" با همکاری مؤسسه فرهنگی-هنری ایراس برگزار شد و توسط مؤسسه فرهنگی و هنری اکو تقدیر شد.

## وفات و مدفن
در غروب ۲۵ مهرماه سال ۱۳۹۴، بدون داشتن هیچ گونه سابقه بیماری، بر اثر سکته و در نتیجه ایست قلبی درگذشت. پیکر وی را در ظهر روز ۲۶ مهرماه سال ۱۳۹۴ در زادگاهش (روستای نعمت‌سرا) به خاک سپاردند.

## مقالات چاپ شده
| ردیف | عنوان مقاله                           | موضوع مقاله                                                                  | مجله                                    | شماره        | تاریخ                 |
| ---- | ------------------------------------- | ---------------------------------------------------------------------------- | --------------------------------------- | ------------ | --------------------- |
| ۱    | تأملی بر تازیانه‌های سلوک              | (حدیقه سنایی) (نقدی بر نوشته دکتر محمدرضا شفیعی کدکنی)                       | کیهان فرهنگی                            | ۱۷۷          | اسفند ۱۳۷۸            |
| ۲    | تأملی بر زبور پارسی                   | (عطار نیشابوری) (نقدی بر نوشته دکتر محمدرضا شفیعی کدکنی)                     | کیهان فرهنگی                            | ۱۶۴          | خرداد ۱۳۷۹            |
| ۳    | نگاهی به مفلس کیمیا فروش              | (انوری) (نقدی بر نوشته دکتر حمدرضا شفیعی کدکنی)                              | کیهان فرهنگی                            | ۱۷۷          | تیر ۱۳۸۰              |
| ۴    | سیری در قمار عاشقانه                  | (نقدی بر نوشته دکتر عبدالکریم سروش) (مربوط به حافظ و مولانا)                 | نقش قلم                                 | ۱۱۰۴         | مرداد ۱۳۸۰            |
| ۵    | بررسی و بازخوانی شعری از فروغ فرخزاد  | (نقدی بر کتاب دکتر شمیسا)                                                    | فصلنامه برگ فرهنگ (دانشگاه تهران)‌       | ۹            | تابستان ۱۳۸۰          |
| ۶    | پاسخ به نقد (زندانی نای در بوته نقد)  | پاسخ به نقد (زندانی نای در بوته نقد)                                         | کتاب ماه ( ادبیات و فلسفه)              | ۴۸           | مهر ۱۳۸۰              |
| ۷    | جامی از خمخانه ای                     | (نقدی بر کتاب منطق الطیر دکتر دزفولیان)                                      | کتاب ماه (ادبیات و فلسفه)               | ۵۶ و ۵۷      | خرداد و تیر ۱۳۸۱      |
| ۸    | در برابر دریا                         | (نقدی بر کتاب دیدار با کعبه جان) (از دکتر عبدالحسین زرینکوب) (دربارهٔ خاقانی) | آیینۀ زندگی                             | ۳۰ و ۳۱ و ۳۲ | تابستان ۱۳۸۱          |
| ۹    | تأملی بر یک نقد                       | دربارۀ شاهنامۀ فردوسی                                                        | آیینه زندگی                             | ۳۳ و ۳۴      |                       |
| ۱۰   | نگاهی به پایان جغد                    | (نقدی بر محمود دولت آبادی)                                                   | کلک                                     | ۱۳۵          | آبان و آذر ۱۳۸۱       |
| ۱۱   | نگاهی به یک گفتگو                     | (سهم فلسفه معاصر در نقد ادبی) (نقد بر گفتگوی دکتر ضیاء موحد)                 | آیینه زندگی                             | ۳۵ و ۳۶      | ۱۳۸۱                  |
| ۱۲   | گفتگو با کتاب شهر کرج                 | مصاحبه                                                                       | شمارۀ اول (مؤلف: بهمن صفوت) نشر اشراقیه | ۱            | ۱۳۸۲                  |
| ۱۳   | قطره‌ای از دریا                        | (نقدی بر کتاب در اقلیم روشنایی) (تفسیر چند غزل از سنایی)                     | آیینه زندگی                             | ۳۷ و ۳۸      | اردیبهشت و خرداد ۱۳۸۲ |
| ۱۴   | نگاهی به ابیاتی چند از شاهنامه فردوسی | (نقدی بر دفتر یکم، مهری بهفر)                                                | آیینه زندگی                             | ۳۹ و ۴۰      | آبان و آذر ۱۳۸۲       |
| ۱۵   | نگاهی به راز دهر                      | دربارۀ حافظ                                                                  | آیینه زندگی،                            | ۴۱ و ۴۲      | ۱۳۸۳                  |
| ۱۶   | مردم گریزی در خاقانی                  | دربارۀ خاقانی شروانی                                                         | آیینه زندگی                             | ۴۳ و ۴۴      | آبان ۱۳۸۳             |
| ۱۷   | سیری در تذکرة الاولیا                 | (نقدی بر دکتر استعلامی)                                                      | آیینه زندگی                             | ۴۵ و ۴۶      |                       |
| ۱۸   | آفتابی در نهان                        | (نقدی بر دکتر عباس ماهیار) (گزیده اشعار خاقانی)                              | فصلنامه گوهران                          | ۱۱ و ۱۲      | بهار و تابستان ۱۳۸۵   |
| ۱۹   | خوان هشتم و شاهنامه                   | (سلسله مقالات علمی – ادبی – تخصصی علوم انسانی)                               | نشر جام گل                              |              | ۱۳۸۷                  |
| ۲۰   | صلای صبوح                             | (دربارهٔ خاقانی) (نقدی بر دکتر عباس ماهیار)                                   | فصلنامه گوهران                          | ۲۵ و ۲۶      | آذر ۱۳۹۰              |

## کتاب‌های چاپ شده
| ردیف | عنوان کتاب            | موضوع کتاب                                     | ناشر             | سال چاپ    |
| ---- | --------------------- | ---------------------------------------------- | ---------------- | ---------- |
| ۱    | نیزار آشفته           | مجموعه شعر                                     | یادآوران         | ۱۳۷۱       |
| ۲    | پیالۀ تردید           | مجموعه شعر                                     | اندیشه درخشان    | ۱۳۷۸       |
| ۳    | در محفل عزای آینه ها  | نگاهی به آثار فروغ فرخزاد                      | بیان دانش        | ۱۳۸۰       |
| ۴    | ذره‌ای زان آفتاب       | نقد و شرح مشکلات مثنوی                         | برگزیده          | ۱۳۸۵       |
| ۵    | سایه‌های هنوز          | مجموعه شعر                                     | پویندگان دانشگاه | ۱۳۸۶       |
| ۶    | آسیمه تر از خیال      | مجموعه شعر                                     | پویندگان دانشگاه | ۱۳۸۶       |
| ۷    | صدای پر تنهایی        | نگاهی به آثار سهراب سپهری                      | پویندگان دانشگاه | ۱۳۸۷       |
| ۸    | غمزۀ سِحر              | نقد و شرح مشکلات خاقانی                        | بیان دانش        | ۱۳۸۹       |
| ۹    | کاسه گردان حسرت       | نگاهی به آثار مهدی اخوان ثالث                  | بیان دانش        | ۱۳۹۰       |
| ۱۰   | قندیل آفتاب           | شرح پاره‌ای از مشکلات حدیقۀ سنایی               | بیان دانش        | ۱۳۹۳       |
| ۱۱   | هم کاسۀ هیچ'          | شرح پاره‌ای از مشکلات انوری                     | بیان دانش        | ۱۳۹۳       |
| ۱۲   | آینه دار حیرت (جلد ۱) | شرح غزلیات بیدل دهلوی (برای اولین بار در جهان) | بیان دانش        | ۱۳۹۳       |
| ۱۳   | آینه دار حیرت (جلد ۲) | شرح غزلیات بیدل دهلوی (برای اولین بار در جهان) | بیان دانش        | ۱۳۹۳       |
| ۱۴   | آینه دار حیرت (جلد ۳) | شرح غزلیات بیدل دهلوی (برای اولین بار در جهان) | بیان دانش        | ۱۳۹۳       |
| ۱۵   | آینه دار حیرت (جلد ۴) | شرح غزلیات بیدل دهلوی (برای اولین بار در جهان) | بیان دانش        | ۱۳۹۳       |
| ۱۶   | از پلکان نیلی مشرق    | تاملی بر چند شعر سهراب سپهری                   | بیان دانش        | ۱۳۹۳       |
| ۱۷   | آینه دار حیرت (جلد ۵) | شرح غزلیات بیدل دهلوی (برای اولین بار در جهان) |                  | درحال چاپ  |
| ۱۸   | آینه دار حیرت (جلد ۶) | شرح غزلیات بیدل دهلوی (برای اولین بار در جهان) |                  | در حال چاپ |
| ۱۹   | سبک تر از هیچ         | مجموعه شعر                                     |                  | در حال چاپ |